# Loma Bonita, Loma Bonita
Loma Bonita är en ort i Mexiko.   Den ligger i kommunen Loma Bonita och delstaten Oaxaca, i den sydöstra delen av landet, 400 km öster om huvudstaden Mexico City. Loma Bonita ligger 31 meter över havet och antalet invånare är 39 166.
Terrängen runt Loma Bonita är platt. Runt Loma Bonita är det ganska tätbefolkat, med 72 invånare per kvadratkilometer. Loma Bonita är det största samhället i trakten. Omgivningarna runt Loma Bonita är en mosaik av jordbruksmark och naturlig växtlighet.